# Pedro de Balbín y Busto
Pedro de Balbín y Busto (n. Villaviciosa, Asturias, donde fue bautizado el 20 de octubre de 1635) fue un militar español que fue corregidor del Cuzco, Perú, y de Potosí, Bolivia. 
Fue hijo de Pedro de Balbín Hevía y María del Busto.

## Carrera militar
Sirvió durante veintidós años en los ejércitos de Galicia, Extremadura y Flandes, y llegó a alcanzar el grado de capitán de caballos corazas.Participó en el sitio de Monzón (1642-1643), el sitio y toma de Arronches y otras acciones militares en las campañas de Portugal, el sitio de Naarden y muchas otras acciones de armas. El 12 de abril de 1680, en atención a sus servicios, y por no haber aceptado el capitán de caballos corazas Pedro Mariño de Camba Sotomayor y Ulloa, designado  Gobernador de Costa Rica desde el 3 de agosto de 1678 en reemplazo de Juan Francisco Sáenz-Vázquez de Quintanilla y Sendín de Sotomayor,  el rey Carlos II nombró para ese cargo al capitán Balbín, pero este lo declinó. En su lugar se nombró el 7 de agosto de 1680 a Miguel Gómez de Lara y Brocal. Años más tarde, su primo Lorenzo Antonio de Granda y Balbín fue gobernador de Costa Rica.

## Corregidor del Cuzco.
El 8 de agosto de 1680 se le nombró corregidor del Cuzco y se embarcó hacia Indias el 28 de enero de 1681. Tomó posesión del corregimiento el 28 de enero de 1682 y estuvo al frente de él hasta 1685. Tuvo pésimas relaciones con monseñor Manuel de Mollinedo y Angulo, obispo de Cuzco, que en 1685 escribió al rey, acusando a Balbín de haber usado medios ilícitos para sus tratos y contratos, de atender poco o nada la administración de justicia, de ser codicioso, de que su sensualidad no le permitía rondar la ciudad ni siquiera en casos de muerte y robo, ni levantarse sino hasta mediodía, y que por cada firma suya, que debía ser gratuita, cobraba cuatro reales, y que tenía  muy "agobiada y agraviada" su provincia. En su lugar se había nombrado desde septiembre de 1684 a Francisco Pontejo, quien también fue encargado de efectuar el juicio de residencia a Balbín.
Por su parte, Balbín fue nombrado el 28 de diciembre de 1682 como titular del lucrativo corregimiento de Potosí, que todavía ejercía en 1690.